# Micaela Suárez
Micaela Suárez (1774 - 1830) fue una patriota argentina, esposa de Esteban Romero. Es considerada una de las Patricias Argentinas.

## Biografía
María Micaela Suárez Moreno nació en Buenos Aires, Gobernación del Río de la Plata, el 8 de mayo de 1774, hija de Félix José Suárez y de Juana Josefa Moreno.
En 1792 contrajo matrimonio con Esteban Romero, tres veces miembro del cabildo de Buenos Aires, comandante del Regimiento de Patricios y héroe de las Invasiones Inglesas.
Al igual que su marido adhirió a la Revolución de Mayo de 1810.
Una de las decisiones adoptadas por el cabildo abierto del 25 de mayo de 1810 ordenaba a la Junta Gubernativa disponer el envío de una expedición a las provincias del interior con el objeto formal de asegurar la libertad en la elección de diputados que las representarían en el gobierno. Más allá de esa justificación por otra parte razonable, era preciso evitar con rapidez la formación y consolidación de núcleos contrarrevolucionarios y demostrar a los partidarios en el interior del movimiento emancipador que serían sostenidos con decisión y preservados en sus vidas y hacienda por el nuevo gobierno.
El primer objetivo de la Expedición Auxiliadora sería la provincia de Córdoba, donde se organizaba la resistencia alrededor del héroe de la reconquista Santiago de Liniers.

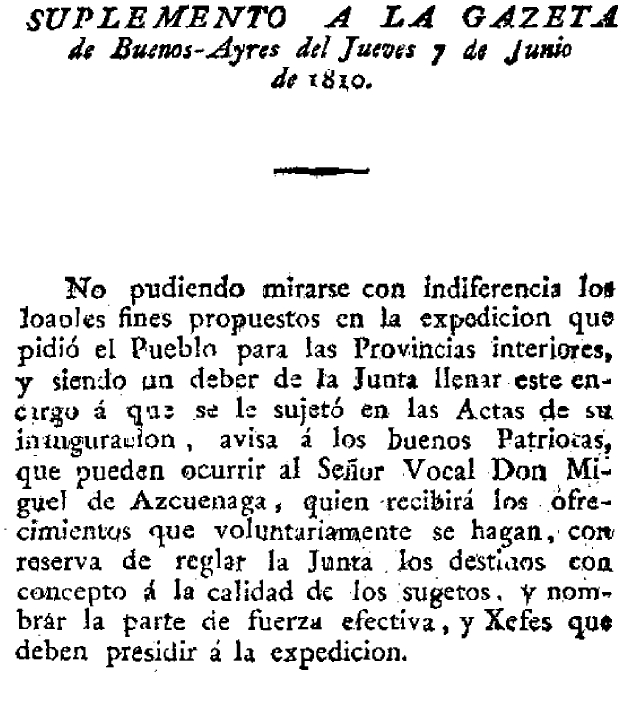
Resolución del 7 de junio de 1810.

El Cabildo del 25 de mayo había asignado recursos para organizar el nuevo ejército: los sueldos del Virrey Baltasar Hidalgo de Cisneros y de otros altos empleados de su administración. No obstante sea por resultar insuficientes o como medio para movilizar y comprometer a los vecinos con la causa se inició una suscripción pública. 
El 7 de junio la Gazeta de Buenos Aires publicó una resolución en los siguientes términos: "No pudiendo mirarse con indiferencia los loables fines propuestos en la expedición que pidió e pueblo para las provincias interiores, y siendo un deber de la Junta llenar este encargo  a que se le sujetó en las actas de su inauguración, avisa a los buenos patriotas que pueden concurrir al señor Vocal don Miguel de Azcuénaga, quien recibirá los ofrecimientos que voluntariamente se hagan, con reserva de reglar la Junta los destinos, con concepto a la calidad de los sujetos y nombrar la parte de fuerza efectiva y jefes que deben presidir la expedición".

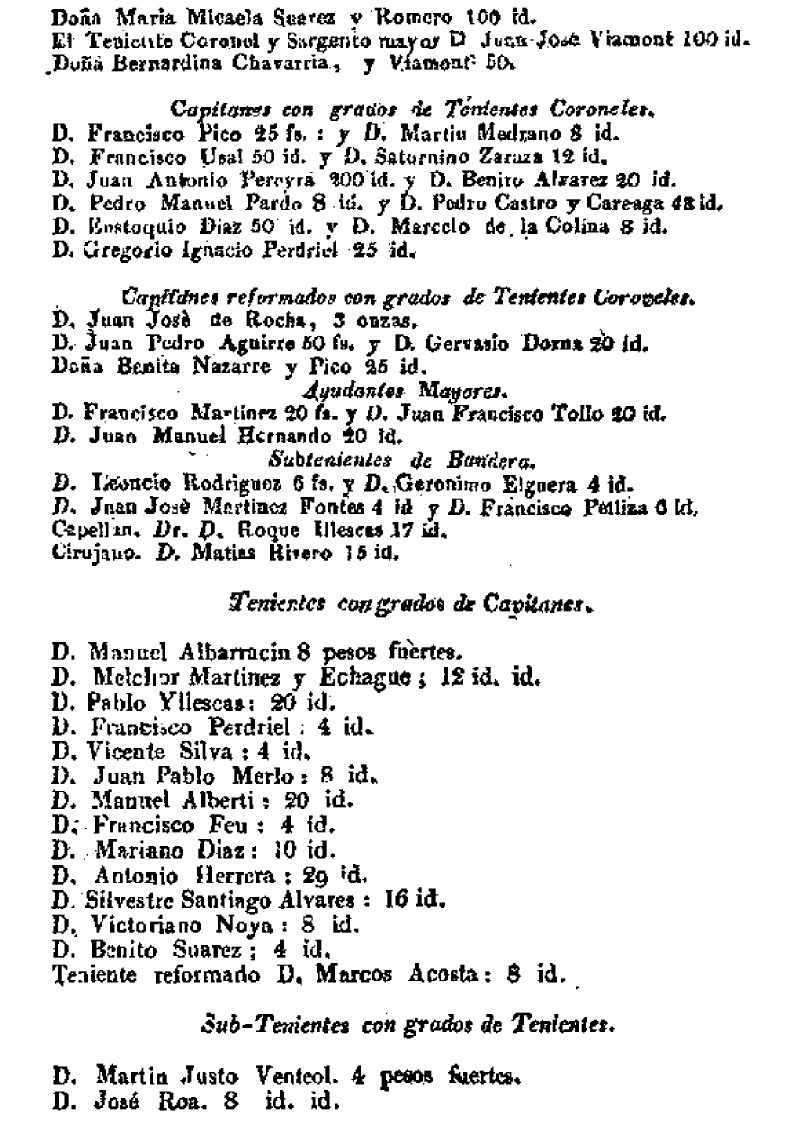
Lista de suscriptores.

Iniciada la suscripción para la también llamada "expedición de Unión de las Provincias interiores" Micaela Suárez contribuyó con cien pesos fuertes y su esposo con 300.
Con esos donativos y los que se hicieron en varias provincias, un mes después la Junta pasaba revista en Monte Castro a más de mil hombres.
Facilitó el carruaje familiar al general José de San Martín cuando entró en Buenos Aires tras sus campañas libertadoras de Chile y Perú.
Falleció en 1830 en su ciudad natal.
Tuvo numerosos hijos: Juana María, Manuela, Olaya, José, Olegario y Fabián Romero Suárez.